# P10 (samenwerkingsverband)
P10 is een samenwerkingsverband van de 30 grootste plattelandsgemeenten in Nederland. Bij de oprichting waren er tien gemeenten aangesloten, vandaar de naam.
De deelnemende gemeentes zijn veelal groot in oppervlakte en hebben geen stedelijke kern. Een lage bevolkingsdichtheid, weinig economische activiteiten, een vergrijzende bevolking, en hoge onkosten voor sociaal beleid drukken op de lokale begrotingen; door onderlinge kennis te delen en samen de belangen te behartigen, willen de aangesloten gemeenten de leefbaarheid van het platteland vergroten.

## Gemeenten
De volgende gemeenten maken anno 2022 deel uit van P10:
- Aa en Hunze
- Altena
- Berkelland
- Borger-Odoorn
- Bronckhorst
- De Friese Meren
- De Wolden
- Dinkelland
- Goeree-Overflakkee
- Het Hogeland
- Hof van Twente
- Hollands Kroon
- Horst aan de Maas
- Hulst
- Leudal
- Medemblik
- Midden-Drenthe
- Noardeast-Fryslân
- Ooststellingwerf
- Opsterland
- Peel en Maas
- Schouwen-Duiveland
- Sluis
- Tubbergen
- Twenterand
- Veere
- West Betuwe
- Westerkwartier
- Westerveld
- Weststellingwerf